# ستبردم‌های سه‌نواره
 ستبردم‌های سه‌نواره (نام علمی: Myoictis) نام یک سرده از تبار ستبردم‌تباران است.

## گونه‌ها
- ستبردم سه‌نواره وولی, Myoictis leucera
- ستبردم سه‌نواره, Myoictis melas
- ستبردم والاس, Myoictis wallacii
- ستبردم سه‌نواره تیت, Myoictis wavicus